# Bernard Mariborski
Bernard Mariborski, pripadnik rodbine Spanheimov, grof v koroških Trušnjah, mejni grof (markiz) Podravske krajine, odvetnik samostana Šentpavel in udeleženec druge križarske vojne. * pred 1080, † 16. november 1147, Laodiceja, Mala Azija.

## Življenje
Bernard Mariborski  je bil eden od otrok Engelberta I. Spanheimskega in Hedvike, brat koroškega vojvode Henrika IV. in koroškega vojvode Engelberta II., brat Hartvika II., Siegfrieda II. in Rikarde. Veliko se je zadrževal na Štajerskem in na Koroškem. Poročen je bil s Kunigundo, sestro mejnega grofa Leopolda Otokarja (1122-1129). Z njo je imel sina Bruna, ki je postal opat v koroškem samostanu Šentpavel, a ta je umrl že pred njim (1140). V času mladoletništva je varoval nečaka Otokarja III. Štajerskega, ki mu je v oporoki zapustil večji del svojih posesti. Na stara leta se je podal na križarsko vojno, v kateri je leta 1147 v bitki pri Laodiceji izgubil življenje.
|  |                          |  |  |  |  |  |  |  |  |  |  |  |  |  |  |  |
|  | Siegfried I. Spanheimski |  |  |  |  |  |  |  |  |  |  |  |  |  |  |  |
|  |                          |  |  |  |  |  |  |  |  |  |  |  |  |  |  |  |
|  |                          |  |  |  |  |  |  |  |  |  |  |  |  |  |  |  |
|  | Engelbert I. Spanheimski |  |  |  |  |  |  |  |  |  |  |  |  |  |  |  |
|  |                          |  |  |  |  |  |  |  |  |  |  |  |  |  |  |  |
|  |                          |  |  |  |  |  |  |  |  |  |  |  |  |  |  |  |
|  | Engelbert (Aribonski)    |  |  |  |  |  |  |  |  |  |  |  |  |  |  |  |
|  |                          |  |  |  |  |  |  |  |  |  |  |  |  |  |  |  |
|  |                          |  |  |  |  |  |  |  |  |  |  |  |  |  |  |  |
|  | Rikarda                  |  |  |  |  |  |  |  |  |  |  |  |  |  |  |  |
|  |                          |  |  |  |  |  |  |  |  |  |  |  |  |  |  |  |
|  |                          |  |  |  |  |  |  |  |  |  |  |  |  |  |  |  |
|  | Bernard Mariborski       |  |  |  |  |  |  |  |  |  |  |  |  |  |  |  |
|  |                          |  |  |  |  |  |  |  |  |  |  |  |  |  |  |  |
|  |                          |  |  |  |  |  |  |  |  |  |  |  |  |  |  |  |
|  | Hedvika Spanheimska      |  |  |  |  |  |  |  |  |  |  |  |  |  |  |  |
|  |                          |  |  |  |  |  |  |  |  |  |  |  |  |  |  |  |
|  |                          |  |  |  |  |  |  |  |  |  |  |  |  |  |  |  |

## Politično delovanje in dosežki
Bernardova politična moč je izvirala iz obširnih posestev, ki jih je večinoma podedoval po starših; npr. Vetrinje, Sv. Kandolf, Velinjo vas, Kotmaro vas, Razvanje, Kurjo vas, Radvino, Studence, od brata Hartvika je dobil Velikovec, po izumrtju Eppensteincev pa je dedoval njihove velike posesti v Podravinju.Njegovi večji dosežki so bili: 
- Imenovanje za mejnega grofa Podravske krajine (to funkcijo je opravljal vse do svoje smrti). Bernard je že leta 1106 iz Dravske pokrajine pregnal Askvince, 1122 po izumrtju Eppensteincev pa dedoval posesti slednjih v Podravinju, pri čemer je bila njegova oblast zaradi vmesnega samostana Šentpavel odmaknjena od koroške politike.[8] Bil je gospodar Maribora, Slovenske Bistrice, Slovenskih Konjic in Laškega. Zvezo s Koroško je močno omejil v letu 1191 ustanovljeni samostan Šentpavel.[8]
- Ustanovitev Maribora. Bernard Mariborski je kot mejni grof Podravske krajine svoj sedež prenesel iz gradu Hompoš na grad Maribor,iz katerega se je nato razvilo mesto.[8] Bernard namreč že leta 1124 nosi vzdevek Mariborski prav po gradu mejni grad (March purg).[8]
- Imenovanje za odvetnika benediktinskega samostana Šentpavel,[9] kateremu je Bernard sicer daroval veliko posesti, med drugim že leta 1105 polovico Velikovca za primer, da ne bi imel dedičev, malo pred smrtjo pa je šentpavelski opat od njega odkupil še drugo polovico Velikovca.[10][11]
- Bernard je bil začasno tudi odvetnik benediktinskega samostana v Šent Lampretu na Osojah.[2]
- Zastopanje štajerskega Otokarja III. (1129-1164) v času njegovega mladoletništva.[2] Bernardova žena je bila sestra štajerskega mejnega grofa Leopolda Otokarja (1122-1129), po njegovi smrti pa je Bernard pridobil pravice do zastopanja svojega nečaka, npr. pri  odvetnik benediktinskega samostana v Šent Lampretu.[2] Svojemu varovancu je Bernard v oporoki zapustil večji del svoje posesti,[4] prav zaradi tega pa so od leta 1148 dalje tedanji štajerski mejni grofje gospodovali po nekaterih straneh takratne Ptujske ali Podravske krajine.[12]
- Leta 1142 je Bernard ustanovil cistercijanski samostan v Vetrinju.  Ustanovil ga je s pomočjo nečaka Henrika Spanheima, kasnejšega škofa v Troyesu, ki je v Franciji vstopil med cistercijane in mu od tam poslal duhovnike.[13] Samostanu je podaril tudi obsežna posestva v okolici[14] in tako je ta samostan postal pomembna spanheimska ustanova v središču koroške vojvodine.[15]
- Sodelovanje v drugi križarski vojni leta 1147. Te vojne se je v starosti nad sedemdeset let[16] skupaj s svojim varovancem Otokarjem III. udeležil tudi markiz Bernard,[17] vendar je s svojim oddelkom že 16. novembra 1147 pri maloazijski Laodiceji zašel v zasedo Turkov Seldžukov in padel v boju.[18][4][5] [19]